# María Chantal Cuellar
María Chantal Cuellar (La Paz, 20 de enero de 1976) es una activista transgénero boliviana, reconocida por ser una de las primeras mujeres trans en acceder al cambio legal de identidad de género en el país. Ha dedicado su vida a la defensa de los derechos humanos, en especial de las personas trans y de las diversidades sexuales en Bolivia.

## Biografía
Desde muy joven, Chantal vivió una infancia atravesada por la violencia sexual, lo que afectó profundamente su salud mental y emocional. Durante su etapa escolar, sufrió agresiones sistemáticas por su identidad de género, enfrentando el rechazo y el machismo institucionalizado por parte de compañeros y docentes.
A los 15 años, inició su proceso de transición de manera autodidacta, recurriendo al uso de anticonceptivos hormonales sin supervisión médica. Esta práctica le generó consecuencias en su salud, como descalcificación ósea y desequilibrios hormonales. Tras terminar la secundaria, debido a la falta de oportunidades laborales y educativas, se vio forzada a ejercer el trabajo sexual.
Durante su transición, Chantal también utilizó siliconas industriales, lo que derivó en efectos crónicos como dolores musculares y alteraciones térmicas. Desde entonces, ha denunciado públicamente los riesgos de esta práctica y ha exigido el acceso a una atención médica digna y segura para personas trans.

### Cambio de identidad de género
Chantal Cuellar fue una de las principales impulsoras de la Ley N.º 807 de Identidad de Género en Bolivia, y se convirtió en la primera mujer trans en lograr el cambio legal de nombre y sexo en sus documentos oficiales en Cochabamba.
En respuesta a la emergencia sanitaria por la pandemia de COVID-19, cofundó la Casa Trans, un espacio comunitario de contención, autocuidado y reivindicación de derechos para personas trans en situación de vulnerabilidad.
En 2021, presentó junto al Movimiento Transfeminista de Bolivia un diagnóstico nacional que identificó cuatro ejes críticos que impiden a las mujeres trans ejercer plenamente sus derechos: justicia, salud, trabajo y educación. Según dicho informe, alrededor del 90% de las mujeres trans en Bolivia recurren al trabajo sexual como única fuente de ingreso, debido a la exclusión estructural y la falta de políticas públicas inclusivas.
Chantal también ha denunciado la patologización persistente de las identidades trans y la impunidad ante crímenes de odio, exigiendo un sistema de justicia sensible y con perspectiva de género.